# Limosina varicolor
Limosina varicolor är en tvåvingeart som först beskrevs av Richards 1957.  Limosina varicolor ingår i släktet Limosina och familjen hoppflugor.
Artens utbredningsområde är Kenya. Inga underarter finns listade i Catalogue of Life.